# Castianeira vulnerea
Castianeira vulnerea là một loài nhện trong họ Corinnidae.
Loài này thuộc chi Castianeira. Castianeira vulnerea được Willis J. Gertsch miêu tả năm 1942.